# 田村睦心
田村 睦心（たむら むつみ、1987年6月19日 - ）は、日本の女性声優。アイムエンタープライズ所属。青森県生まれ、東京都育ち（出身は東京都だが、母親のふるさとの青森県で出生）。

## 経歴
小学3〜4年生くらいに当時好きだったテレビアニメ『るろうに剣心 -明治剣客浪漫譚-』の登場人物を演じる声優陣が他の作品にも出演している事に感銘を受け、漠然と声優という職業を意識するようになる。変身願望が強く、アニメで男の子役を女性声優が演じていることを知り憧れを抱いた。また、小学5年生くらいの時に宝塚歌劇団の舞台を観た際に男役を演じていた女優を見て「こんな風になりたい」と憧れたという。
中学では演劇部に入部したが、部活のコーチに「普段、女の子として生活している子が演劇で男の子をやっても、女の子らしさが出てきてしまう」と言われ、ボーイッシュな女の子の役などを演じていた。その際に演劇だと自身の容姿によって演じることが出来る役が制限されるが、声優であれば声質による制限はあるものの演じられる役の幅が広がると考え、本格的に声優になろうと決めた。
日本ナレーション演技研究所を卒業し、2007年にテレビアニメ『ef - a tale of memories.』でデビュー。2008年、『バトルスピリッツ 少年突破バシン』で初主演。
2014年8月、喉に出来ていたポリープ切除のため一時休養。9月1日復帰したことをブログにて記載し、9月8日配信のラジオ番組にて状況を説明した。
2024年4月1日、自身のXアカウントにて結婚したことを発表した。

## 人物
ハスキーボイスが特徴で、男の子役を演じることが多い。
趣味は歌唱、ウィンドウショッピング、水泳。特技はヤマハ音楽能力検定ピアノ演奏グレード7級、毛筆一般部準6段。書道を始めたのは、小学校1年生ぐらいから。臨書が主で、創作など他は苦手で、行書、草書が得意。現在は師範代である。
資格は普通自動車免許。
食べること、寝ることが好きで、好きな食べ物はパスタ、梅干し、つまみ系など。お酒も好き。
ぬいぐるみが好きで、話しかけたりする。
好きな言葉は「なせば成る」。
年子の弟が1人いる。
「田村少年」という愛称がある。ただし、少年役を多くこなしていることとは直接関係がない。
生まれ年が同じである声優の茅野愛衣、金元寿子、赤﨑千夏とは「87会」と称し、旅行などを行なっている。
『バトルスピリッツ 少年突破バシン』でデビューし、共に共演をしたにしむらまや、『キルミーベイベー』でW主演をした赤﨑千夏とはプライベートでもそれぞれ親交がある。
2014年8月に声優活動を1ヶ月ほど休養した。理由は喉にできたポリープ切除のためで、ポリープ自体は2012年頃からあり、高音域の部分にあったことから高い声が出せず、かすれる状態だったという。逆に低い声は出しやすく、プライベートで喉を使いすぎなかったため、症状が悪化しなかったという。しかし仕事の都合から、2014年8月になってしまったという。術後はボイスサンプルに近い、声優初期の声に近くなっている。

## 出演
太字はメインキャラクター。

### テレビアニメ
2007年
- ef - a tale of memories.（幼い京介）

2008年
- 恋姫†無双（悪ガキ）
- シゴフミ（女子生徒）
- スキップ・ビート!（2008年 - 2009年、コーン、エキストラ）
- テイルズ オブ ジ アビス（幼いルーク / 少年ルーク、子供のアッシュ）
- 二十面相の娘（子供時代のケン）
- のだめカンタービレ 巴里編（天使役の子）
- バトルスピリッツ 少年突破バシン（2008年 - 2009年、バシン / 馬神トッパ）
- BLASSREITER（ザザ）
- 夜桜四重奏 〜ヨザクラカルテット〜（2008年 - 2013年、幼少の秋名） - 2シリーズ

2009年
- 明日のよいち!（マサシ）
- あにゃまる探偵 キルミンずぅ（2009年 - 2010年、猪俣ケン）
- 11eyes（田島賢久〈子供時代〉）
- CANAAN（子供A）
- CLANNAD 〜AFTER STORY〜（少年）
- 大正野球娘。（太郎）
- 鉄腕バーディー DECODE:02（クレド）
- バスカッシュ!（子供A）
- ぼくチロ!（チコ）
- WHITE ALBUM（アシスタントA）
- よくわかる現代魔法（姉原聡史郎〈子供時代〉）

2010年
- あそびにいくヨ!（嘉和騎央）
- 裏切りは僕の名前を知っている（いじめっこB、少年A）
- SDガンダム三国伝 Brave Battle Warriors（馬超ブルーディスティニー）
- おとめ妖怪 ざくろ（桐、少年沢鷹）
- 生徒会役員共（2010年 - 2014年、出島サヤカ、女子生徒、男の子） - 2シリーズ
- それでも町は廻っている（嵐山猛）
- のだめカンタービレ フィナーレ（セルジュ）
- 迷い猫オーバーラン!（男の子）
- みつどもえ（2010年 - 2011年、小金井） - 2シリーズ
- リタとナントカ（ベルティユ）

2011年
- あの日見た花の名前を僕達はまだ知らない。（じんたん〈幼少〉）
- いつか天魔の黒ウサギ（月光〈子供時代〉）
- Aチャンネル（炭酸）
- 境界線上のホライゾン（2011年 - 2012年、トゥーサン・ネシンバラ） - 2シリーズ
- C（事務員）
- 灼眼のシャナIII-FINAL-（2011年 - 2012年、“蠱溺の盃”ピルソイン）
- 侵略!?イカ娘（さとし）
- セイクリッドセブン（友達）
- 世界一初恋（佐藤伊織）
- TIGER & BUNNY（幼い虎徹）
- 日常（野球帽の少年）
- NARUTO -ナルト- 疾風伝（はたけカカシ〈幼少・少年期〉）
- 放浪息子（岡孝典、山中）
- メタルファイト ベイブレード 4D（2011年 - 2012年、キング）

2012年
- アクエリオンEVOL（カイエン〈子供〉）
- キルミーベイベー（ソーニャ）
- クイーンズブレイド リベリオン（子供A）
- 黒魔女さんが通る!!（土釜はやて）
- PSYCHO-PASS サイコパス（メランコリア）
- 新世界より（K）
- スマイルプリキュア!（タケル）
- ゼロの使い魔F（ダミアン）
- TARI TARI（ガキ大将）
- バクマン。（明知）
- 超速変形ジャイロゼッター（2012年 - 2013年、軍司壮太 / イレイザー01、大柄リカコ、久堂ユウキ）
- プリティーリズム・ディアマイフューチャー（しおの）
- マギ The labyrinth of magic（アリババ〈子供時代〉）
- 未来日記（若葉萌絵）
- めだかボックス アブノーマル（対馬右脳、対馬左脳）
- ヨルムンガンド（ヨナ） - 2シリーズ
- 輪廻のラグランジェ（雲上正人）
- ロビンくんと100人のお友達

2013年
- アイカツ!（北大路左近）
- アラタカンガタリ〜革神語〜（アカチ〈少年時代〉）
- カーニヴァル（八莉）
- さくら荘のペットな彼女（男の子A）
- ストライク・ザ・ブラッド（古城〈幼少期〉）
- 団地ともお（2013年 - 2015年、吉本雅人）
- 凪のあすから（2013年 - 2014年、ぎょめんそう）
- 忍たま乱太郎（2013年 - 2022年、忍たま、魚屋さんの息子）

2014年
- ガールフレンド（仮）（君嶋里琉）
- 咲-Saki- 全国編（戒能良子）
- 東京ESP（東京太郎〈子供時代〉）
- ナノ・インベーダーズ（リー）
- なりヒロwww（梵ソクラ）
- ノブナガン（スーホ）
- バディ・コンプレックス（ラーシャ・ハッカライネン）
- ヒーローバンク（不奇見笑矢）
- ふうせんいぬティニー（ルール）

2015年
- オーバーロード（2015年 - 2022年、ニニャ） - 2シリーズ
- 学戦都市アスタリスク（2015年 - 2016年、カミラ・パレート） - 2シリーズ
- 機動戦士ガンダム 鉄血のオルフェンズ（2015年 - 2017年、ライド・マッス） - 2シリーズ
- 境界のRINNE（猫田ひろし）
- コメット・ルシファー（パトリック・ヤン）
- 食戟のソーマ（2015年 - 2018年、少年葉山） - 2シリーズ
- ダンジョンに出会いを求めるのは間違っているだろうか（2015年 - 2025年、フィン・ディムナ） - 4シリーズ
- バトルスピリッツ 烈火魂（2015年 - 2016年、紫鬼神蘭丸、少年、観客、子供、馬神トッパ）
- VENUS PROJECT -CLIMAX-（ケンタ）

2016年
- 機動戦士ガンダムUC RE:0096（ティクバ）
- GATE 自衛隊 彼の地にて、斯く戦えり（ヴィフィータ・エ・カティ）
- 紅殻のパンドラ（デヴィッド・リンチ）
- 最弱無敗の神装機竜（ルクス・アーカディア）
- ステラのまほう（サミュ、田山さん）
- だがしかし（少年A）
- バトルスピリッツ ダブルドライブ（2016年 - 2017年、ヨク・アルバトロサ）
- モンスターハンター ストーリーズ RIDE ON（2016年 - 2018年、リュート）

2017年
- 小林さんちのメイドラゴン（2017年 - 2021年、小林さん） - 2シリーズ
- ソード・オラトリア ダンジョンに出会いを求めるのは間違っているだろうか外伝（フィン・ディムナ）
- 終末なにしてますか? 忙しいですか? 救ってもらっていいですか?（スウォン・カンデル）
- バトルガール ハイスクール（楠明日葉）
- 妖怪アパートの幽雅な日常（シロ、ザンディ）
- メイドインアビス（ナット）
- ドラえもん（テレビ朝日版第2期）（2017年 - 2022年、野比のび四郎〈少年時代〉、ネムセス二世、ホイ）
- サクラダリセット（浦地正宗〈少年〉）
- 宝石の国（モルガナイト）
- クジラの子らは砂上に歌う（ネズ）
- 魔法使いの嫁（2017年 - 2023年、アリス・スウェーン） - 2シリーズ
- 血界戦線 & BEYOND（マーク）

2018年
- ミイラの飼い方（柏木空）
- ダーリン・イン・ザ・フランキス（ゾロメ）
- ポチっと発明 ピカちんキット（2018年 - 2019年、シブモグ、ムッサ）
- キャプテン翼（第4作）（2018年 - 2024年、石崎了） - 2シリーズ
- されど罪人は竜と踊る（ヨーカーン）
- ヲタクに恋は難しい（宏嵩〈幼少期・中学生〉）
- 妖怪ウォッチ シャドウサイド（2018年 - 2019年、有星アキノリ、若いおばば）
- 多田くんは恋をしない（多田光良〈幼少期〉）
- ベイブレードバースト 超ゼツ（ラバン・ヴァノ）
- はたらく細胞（ナイーブT細胞）
- Free!-Dive to the Future-（遠野日和〈幼少期〉）
- メルクストーリア -無気力少年と瓶の中の少女-（ユウ）
- ラディアン（2018年 - 2019年、タジ）

2019年
- ぱすてるメモリーズ（闘也）
- 川柳少女（雪白ヒロ）
- KING OF PRISM -Shiny Seven Stars-（タイガ〈幼少期〉）
- うちの娘の為ならば、俺はもしかしたら魔王も倒せるかもしれない。（ルディ）
- Dr.STONE（2019年 - 2025年、大樹〈幼少期〉） - 2シリーズ
- 炎炎ノ消防隊（2019年 - 2020年、タッくん、ナタク孫） - 2シリーズ
- エッグカー（2019年 - 2020年、ダッシュ）
- 本好きの下剋上 司書になるためには手段を選んでいられません（2019年 - 2022年、ルッツ） - 3シリーズ
- 歌舞伎町シャーロック（2019年 - 2020年、ヨシオ）
- ソードアート・オンライン アリシゼーション War of Underworld（2019年 - 2020年、レンリ） - 2シリーズ
- アズールレーン（伊勢）
- BEASTARS（ルイ〈幼少期〉）
- クレヨンしんちゃん（2019年 - 2022年、馬場育夫、阿地代阿多太、ボンダくん、若い頃のせまし、ロボット掃除機ガンバル 他）
- 妖怪学園Y 〜Nとの遭遇〜（2019年 - 2021年、寺刃ジンペイ）

2020年
- 映像研には手を出すな!（金森さやか）
- 宝石商リチャード氏の謎鑑定（八坂はじめ）
- ヒーリングっど♥プリキュア（2020年 - 2021年、ダルイゼン）
- ID:INVADED イド:インヴェイデッド（数田遥〈少年〉）
- 乙女ゲームの破滅フラグしかない悪役令嬢に転生してしまった…（2020年 - 2021年、アラン・スティアート〈幼少期〉） - 2シリーズ
- アサティール 未来の昔ばなし（サッタム〈少年〉）
- 天晴爛漫!（小雨〈9歳〉）
- ミュークルドリーミー（2020年 - 2022年、れい） - 2シリーズ
- 神達に拾われた男（カミル）
- ゴールデンカムイ（長吉）
- 名探偵コナン（2020年 - 2023年、深本舞衣、与田理美）
- NOBLESSE -ノブレス-（ルディス・メルガス）

2021年
- 五等分の花嫁∬（上杉風太郎〈小6〉）
- 怪物事変（長男）
- Vivy -Fluorite Eye's Song-（冴木タツヤ〈少年〉）
- 出会って5秒でバトル（如月葵）
- デジモンゴーストゲーム（2021年 - 2023年、天ノ河宙）
- 吸血鬼すぐ死ぬ（2021年 - 2023年、ジョン、陸クリオネ、ゴビー〈吸血ゴボウ〉、子供ドラルク 他） - 2シリーズ
- ぐんまちゃん（2021年 - 2023年、タマ、ウイルス、グン、宇宙タマ、ビフィズス菌、ジョー、ハニワ役人） - 2シリーズ
- ヴィジュアルプリズン（少年）

2022年
- ジョジョの奇妙な冒険 ストーンオーシャン（2022年 - 2023年、エルメェス・コステロ、エルディス） - 3シリーズ
- CUE!（リック）
- トライブナイン（三田三太郎）
- リアデイルの大地にて（デン助）
- 異世界おじさん（カッチャン）
- 惑星のさみだれ（茜太陽）
- 農民関連のスキルばっか上げてたら何故か強くなった。（アルビイ）

2023年
- テクノロイド オーバーマインド（芝浦エソラ）
- 世界の終わりに柴犬と 特別編集（ハルさん）
- HIGH CARD（2023年 - 2024年、ニャット・チ・グエン、フィン〈幼少期〉） - 2シリーズ
- 逃走中 グレートミッション（2023年 - 2025年、セイラ・ピーボディ、ユリアン・ガウス、タロット幻霧、叶律郎、少年）
- デッドマウント・デスプレイ（皇帝 / フラムロディア・バャディラーズ） - 2シリーズ
- 神無き世界のカミサマ活動（カイ）
- 百姓貴族（2023年 - 2024年、荒川弘、喫茶店の牛A、小学生の荒川弘） - 2シリーズ
- SYNDUALITY Noir（2023年 - 2024年、テオ） - 2シリーズ
- ふしぎ駄菓子屋 銭天堂（金色の招き猫、滋）
- 贄姫と獣の王（少年フェンリル）
- SHY（2023年 - 2024年、スティグマ） - 2シリーズ

2024年
- 最弱テイマーはゴミ拾いの旅を始めました。（ソラ）
- ONE PIECE（ヨーク）
- 佐々木とピーちゃん（アバドン）
- ラグナクリムゾン（ウォルテカムイ〈少年〉）
- 烏は主を選ばない（雪哉）
- となりの妖怪さん（大石拓海）
- 怪獣8号（中之島タエ）
- 杖と剣のウィストリア（ナレーション、フィン）
- シンカリオン チェンジ ザ ワールド（2024年 - 2025年、デルタ、梔子モリト）
- ハイガクラ（流）
- 歴史に残る悪女になるぞ（ウィル〈10歳〉）

2025年
- 空色ユーティリティ（青羽正樹）
- 妖怪学校の先生はじめました!（秦中加前）
- 魔神創造伝ワタル（星部ワタル）
- るろうに剣心 -明治剣客浪漫譚- 京都動乱（心太）
- 沖縄で好きになった子が方言すぎてツラすぎる（春人）
- SAKAMOTO DAYS（シン〈幼少期〉）
- 謎解きはディナーのあとで（宮本香織）
- 神統記（テオゴニア）（カイ）
- アポカリプスホテル（フグリ）
- クレバテス-魔獣の王と赤子と屍の勇者-（クレン）
- ダンダダン（邪視）
- 異世界黙示録マイノグーラ〜破滅の文明で始める世界征服〜（ペペ）
- DIGIMON BEATBREAK（プリスティモン）
- 太陽よりも眩しい星（香川美織）

2026年
- ヘルモード 〜やり込み好きのゲーマーは廃設定の異世界で無双する〜（アレン）

時期未定
- 姫様“拷問”の時間です（サクラ・ハートロック）

### 劇場アニメ
2010年
- 劇場版 NARUTO -ナルト- 疾風伝 ザ・ロストタワー（幼少のカカシ）
- 超電影版SDガンダム三国伝 〜Brave Battle Warriors〜（馬超ブルーディスティニー）

2011年
- 鬼神伝（天童功〈幼少期〉）
- 万能野菜 ニンニンマン（滝沢ゆう）

2012年
- 劇場版 TIGER & BUNNY -The Beginning-（虎徹〈幼少期〉）

2013年
- SHORT PEACE「GAMBO」（カオ）
- 劇場版 あの日見た花の名前を僕達はまだ知らない。（仁太〈幼少〉）

2014年
- 大きい1年生と小さな2年生（まさや）
- スポチャン対決! 〜妖怪大決戦〜（冴場京二）
- なりヒロwww（梵ソクラ）

2017年
- 劇場版 生徒会役員共（2017年 - 2021年、出島サヤカ） - 2作品
- 映画 妖怪ウォッチ シャドウサイド 鬼王の復活（有星アキノリ）

2018年
- フリクリ オルタナ（本山満〈モッさん〉）

2019年
- 劇場版総集編【前編】メイドインアビス 旅立ちの夜明け（ナット）
- マルルクちゃんの日常（ナット）
- 劇場版総集編【後編】メイドインアビス 放浪する黄昏（ナット）
- 劇場版 幼女戦記（ビビ）
- 劇場版 ダンジョンに出会いを求めるのは間違っているだろうか -オリオンの矢-（フィン・ディムナ）
- パンドラとアクビ 後編 精霊と怪獣の街（カンタ）
- バースデー・ワンダーランド（王子）
- 映画 妖怪学園Y 猫はHEROになれるか（寺刃ジンペイ）

2020年
- デジモンアドベンチャー LAST EVOLUTION 絆（泉光子郎）
- どうにかなる日々（ヨリコさん）

2021年
- 劇場版 美少女戦士セーラームーンEternal（地場衛〈子供〉）

2022年
- 映画 五等分の花嫁（上杉風太郎〈小6〉）
- 雨を告げる漂流団地（熊谷航祐）

2023年
- らくだい魔女 フウカと闇の魔女（チトセ）
- SAND LAND（ベルゼブブ）

2024年
- 映画ドラえもん のび太の地球交響楽（モーツェル）
- ふれる。（幼諒）

2025年
- 小林さんちのメイドラゴン さみしがりやの竜（小林さん）

### OVA
2000年代
- AIKa ZERO（2009年、玲香）
- DOGS/BULLETS&CARNAGE（2009年、イアン〈少年期〉）
- 模型戦士ガンプラビルダーズ ビギニングG（2009年、子供）
- FINAL FANTASY VII ADVENT CHILDREN COMPLETE（2009年）

2010年代
- 機動戦士ガンダムUC（2010年、ティクバ）
- あそびにいくヨ! おーぶいえーであそびきにました!! OVAすぺしゃる（2011年、嘉和騎央）
- 生徒会役員共（2011年 - 2014年、出島サヤカ） - 『帰ってきた生徒会役員共』、コミックス第10巻限定版
- ノラゲキ!（2011年、ノラ猫）
- Aチャンネル+smile（2012年、炭酸）
- キルミーベイベー（2013年、ソーニャ） - ベストアルバムCD
- デジモンアドベンチャー tri.（2015年 - 2018年、泉光子郎）
- サイボーグ009VSデビルマン（2015年 - 2016年、0017 / アベル）
- ストライク・ザ・ブラッド（2017年 - 2021年、イブリスベール・アズィーズ） - 3シリーズ
- 小林さんちのメイドラゴン（2017年、小林さん） - TV未放送エピソード第14話
- バジャのスタジオ（2017年、ガーちゃん、ギー）

2020年代
- 乙女ゲームの破滅フラグしかない悪役令嬢に転生してしまった…X（2021年、アラン・スティアート〈幼少期〉） - コミックス第7巻特装版
- 小林さんちのメイドラゴンS（2022年、小林さん） - 番外編

### Webアニメ
2010年代
- ごきチャ!!（2011年、母）
- エクスメイデン（2014年、ヴィルゴ）
- ベイウォーリアーズ サイボーグ（2015年、ディタ）
- モンスターストライク（2018年、三日坊主）

2020年代
- 爆丸アーマードアライアンス（2020年 - 2021年、バトリクス）
- ベイブレードバースト ダイナマイトバトル（2021年 - 2022年、大黒天ベル）
- 極主夫道（2021年、亮太）
- ミニドラ（2021年、小林さん）
- 世界の終わりに柴犬と（2022年、ハルさん）
- 放課後のブレス（2023年、タナカ）
- SAND LAND: THE SERIES（2024年、ベルゼブブ）
- BLUE EYE SAMURAI/ブルーアイ・サムライ（2023年、ミズ）

### ゲーム
2007年
- Panic Palette

2009年
- とらドラ・ポータブル!
- バトルスピリッツ 輝石の覇者（バシン / 馬神トッパ）
- マグナカルタ2

2010年
- クリミナルガールズ（ミウ / 間名瀬美雨）
- 電撃のピロト〜天空の絆〜（ヒューゴ）
- ニーア・レプリカント（ロボット山の弟）

2011年
- 機動戦士ガンダム オンライン（女性パイロット1）
- つくものがたり
- 文明開華 葵座異聞録（深見草空）

2012年
- あの日見た花の名前を僕達はまだ知らない。（じんたん〈幼少〉）
- グラナド・エスパダ（マルチェティ）
- リング☆ドリーム 女子プロレス大戦（メアリ・ノートン、青鬼 ひとみ、ライサ秋咲）

2013年
- ガールフレンド（仮）（君嶋里琉）
- 境界線上のホライゾン PORTABLE（トゥーサン・ネシンバラ）
- クリミナルガールズ INVITATION（ミウ）
- 超速変形ジャイロゼッター アルバロスの翼（久堂ユウキ）
- 華ヤカ哉、我ガ一族 黄昏ポウラスタ（館野毅）
- メタルギア ライジング リベンジェンス（ジョージ）
- 桃色大戦ぱいろん＋（桃花シャムニール）

2014年
- UNDER NIGHT IN-BIRTH Exe:Late PS3版（ビャクヤ）
- The Last of Us Left Behind ‐残されたもの‐（ライリー） - DLC追加キャラクター
- 神撃のバハムート（オム）
- スーパーロボット大戦OGサーガ 魔装機神F COFFIN OF THE END（アディーナム）
- ヒーローバンク2（不奇見笑矢）
- ヤタガラス Attack on Cataclysm（火抜慣行）

2015年
- UNDER NIGHT IN-BIRTH Exe:Late[st]（ビャクヤ）
- 憂世ノ浪士（沖田総司）
- オルタンシア・サーガ -蒼の騎士団-（ガット）
- Goes!（羽鳥敦）
- 白猫プロジェクト（ヨシュア・ラーナー）
- タワー オブ プリンセス（ラプンツェル）
- 東亰ザナドゥ（七瀬晶）
- ドラゴンボール ゼノバース（タイムパトローラー）
- バトルガール ハイスクール（楠明日葉）
- 華ヤカ哉、我ガ一族 幻燈ノスタルジィ（館野毅）
- ラングリッサー リインカーネーション -転生-（ユリアン・カルザス）
- LORD of VERMILION ARENA（ジェレミー・スターリング）
- ドラゴンクエストVIII 空と海と大地と呪われし姫君（ポルク）

2016年
- 学戦都市アスタリスクフェスタ 煌めきのステラ（カミラ・パレート）
- グランブルーファンタジー（2016年 - 2023年、フレッセル、ラモラック〈幼少期〉、モリレン）
- デモンゲイズ2（ドラコ）
- 東亰ザナドゥ eX+（七瀬晶）
- ドラゴンクエストヒーローズII 双子の王と予言の終わり（ガボ）
- ドラゴンクエスト モンスターバトルスキャナー（ドラゴンスキャナー）
- ドラゴンボール ゼノバース2（タイムパトローラー）
- NARUTO -ナルト- 疾風伝 ナルティメットストーム4（はたけカカシ）
- 灰鷹のサイケデリカ（ジェド / エアル）
- モンスターハンター ストーリーズ（主人公〈男の子〉）

2017年
- マジシャンズデッド（ミセル・ピュラス）
- クイズRPG 魔法使いと黒猫のウィズ（2017年 - 2021年、ハヅキ・ユメガタリ）
- ダンジョンに出会いを求めるのは間違っているだろうか 〜メモリア・フレーゼ〜（フィン・ディムナ）
- カクテル王子（ピンク・レディ）
- 真・女神転生 DEEP STRANGE JOURNEY（アナーヒター、ミア）
- ドラゴンクエストライバルズ（ガボ）
- きららファンタジア（2017年 - 2022年、カルダモン、ソーニャ、花原椿）
- メギド72（2017年 - 2023年、サブナック、エリゴス）

2018年
- アズールレーン（2018年 - 2019年、伊勢） - 2作品
- スーパーロボット大戦X（ラーシャ・ハッカライネン）
- グリムノーツ Repage（シャルル・ペロー）
- モンスターコレクト〜時空を旅する冒険記〜（アーサー）
- 実況パワフルプロ野球2018（小野分虎文）
- 世界樹の迷宮X（モリビト子供）
- キャプテン翼ZERO 〜決めろ！ミラクルシュート〜（石崎了）
- ベイブレードバースト バトルゼロ（ラバン・ヴァノ）
- ドラゴンネストM（ウォーリアー）

2019年
- JUMP FORCE（アバターボイス）
- スターオーシャン:アナムネシス（ヴァルカ・S90）
- 47 HEROINES（高梁超）
- グリムエコーズ（カイ）
- ポプテピピック++ 〜ポプ子ピピ美の友情大作戦〜（ピピ美）
- 妖怪ウォッチ4 ぼくらは同じ空を見上げている / 4++（アキノリ、寺刃ジンペイ）
- 妖怪ウォッチ ぷにぷに（寺刃ジンペイ、アキノテラス）
- ドラガリアロスト（ユーヤ）
- SDガンダム GGENERATION CROSSRAYS（ライド・マッス）
- 十三機兵防衛圏（沖野司）
- 最果てのバベル（アダパ）
- ダンジョンに出会いを求めるのは間違っているだろうか インフィニト・コンバーテ（フィン・ディムナ）
- ゼノンザード（レヴィル・デヴィラ / ラヴィル・デヴィラ）

2020年
- マルコと銀河竜（ガルグイユ・シーラ）
- ローリングスフィア（レグルス）
- ソードアート・オンライン アリシゼーション リコリス（レンリ・シンセシス・トゥエニセブン）
- 妖怪学園Y 〜ワイワイ学園生活〜（寺刃ジンペイ、漆黒丸）
- キャプテン翼 RISE OF NEW CHAMPIONS（石崎了）
- Demon's Souls（魔女ユーリア、ガル・ヴィンランド）

2021年
- あんさんぶるスターズ!! Basic / Music（天城燐音〈幼少期〉） - 2作品
- ファイアーエムブレム ヒーローズ（2021年 - 2025年、マリス、リオン〈幼少期〉、ラルヴァ）
- アークザラッド R（ガラッハ）
- モンスターハンターストーリーズ2 〜破滅の翼〜（ケイナ）
- 白夜極光（キーティン）
- 英雄伝説 黎の軌跡（カトル・サリシオン）
- 原神（テウセル）

2022年
- 乙女ゲームの破滅フラグしかない悪役令嬢に転生してしまった… 〜波乱を呼ぶ海賊〜（アラン・スティアート〈幼少期〉）
- ガーディアンテイルズ（アレフ)
- 小林さんちのメイドラゴン 炸裂!!ちょろゴン☆ブレス（小林さん）
- 聖剣伝説 ECHOES of MANA（ワッツ兄貴）
- 東方ダンマクカグラ（吉弔八千慧）
- ファイアーエムブレム無双 風花雪月（ラルヴァ）
- モンスターストライク（エルメェス・コステロ）
- ゼノブレイド3（ランツ〈幼少期〉）
- ジョジョの奇妙な冒険 オールスターバトルR（エルメェス・コステロ）
- 英雄伝説 黎の軌跡 II -CRIMSON SiN-（カトル・サリシオン）
- Echocalypse -緋紅の神約-（カルラ）
- ドラえもん のび太の牧場物語 大自然の王国とみんなの家（ピコ）
- 勝利の女神：NIKKE（ミハラ、ミルク）
- 機動戦士ガンダム 鉄血のオルフェンズG（ライド・マッス）
- パズル&ドラゴンズ（エルメェス・コステロ）

2023年
- 無期迷途（デイリン）
- ダンジョンに出会いを求めるのは間違っているだろうか バトル・クロニクル（フィン・ディムナ）
- ドルフィンウェーブ（咲良・アントニー）
- Starfield（サラ・モーガン）
- ストリートファイター6（A.K.I.） - DLC追加キャラクター
- Fate/Samurai Remnant（2023年 - 2024年、由井正雪）
- FREDERICA（ウォリアー）
- 東方幻想エクリプス（村紗水蜜）

2024年
- Fate/Grand Order（由井正雪）
- ユニコーンオーバーロード（サナティオ）
- 百英雄伝（サビーネ）
- 護縁（タモウ）
- 英雄伝説 界の軌跡 -Farewell, O Zemuria-（カトル・サリシオン）
- たねつみの歌（ヒルコ）

2025年
- スーパーロボット大戦DD（星部ワタル）
- イナズマイレブン 英雄たちのヴィクトリーロード（古道飼亀雄）
- ライドカメンズ（雪見摩利央）
- 魔法使いの嫁 盛夏の幻と夢見る旅路（アリス）

### ドラマCD
- 当て屋の椿ドラマCD編（コマ）[217]
- おとめ妖怪 ざくろシリーズ（桐）
  - おとめ妖怪 ざくろ ドラマCD 活劇音盤 〜さき、共々と〜
  - おとめ妖怪 ざくろ ※コミックス第8巻ドラマCD付き限定版[218]
- 「機動戦士ガンダム 鉄血のオルフェンズ」EPISODE DRAMA（2017年、ライド・マッス[219]）
- キメラプロジェクト:ゼロ（サーズデー） - コミックス第1巻ボイスCD付き特装版
- ココロ君色サクラ色（詩原空[220]）
- 小林さんちのメイドラゴン「メイドラゴンたちの日常」（小林さん）
- 彩雲国物語（少年3）
- 最弱テイマーはゴミ拾いの旅を始めました。ドラマCD（ソラ）[221]
- たいようのいえ（中村大樹〈子供時代〉）※コミックス第5巻ドラマCD付き特装版
- 中古でも恋がしたい! 〜ぜってーお前の理想になってやる!〜（小谷桐子[222]）
- 中古でも恋がしたい!2 〜せーいちはウチに惚れてるもんね?〜（小谷桐子[223]）
- とらドラ! Drama CD Vol.3（子供A）
- 転生王女は今日も旗を叩き折る 0（ヨハン）
- バトルスピリッツ ダブルドライブ オリジナルドラマCD「究極! 試練の三番勝負!」（ヨク・アルバトロサ）
- パパと親父のウチご飯（清一郎[224]）※コミックス第4巻リジナルドラマCD付き限定版
- ぼっちゃまは今日もイジられる（スバル）
- ヤンキーショタとオタクおねえさん（愛川龍桜[225]）
- 妖怪アパートの幽雅な日常（シロ）※コミックス第4巻ドラマCD付き特装版[226]
- ワールドエンブリオ（タカオ〈少年時代〉）※コミックス第10・11巻ドラマCD付き特装版[227]

### ラジオドラマ
- 野に咲く花 -誰も死なない2-（葵麦彦）（音泉：2010年7月14日 - 8月25日）
- O/A（滝）（A&G REQUESTデジスタ版：2011年7月9日）
- 二分間の冒険（NHK-FM 青春アドベンチャー:2012年）
- びりっかすの神様（木下はじめ）（NHK-FM青春アドベンチャー:2014年）

### オーディオドラマ
- グランブルーファンタジー OTOCA「氷炎牆に鬩ぐ」（2017年、ラモラック〈幼少期〉[147]）
- 第5護衛隊群かく戦えり -女子部-（映画『空母いぶき』より）（2019年、湧井継治[228]）
- ヘルモード〜やり込み好きのゲーマーは廃設定の異世界で無双する〜（2020年、アレン[229]）

### デジタルコミック
- 聖剣学院の魔剣使い（2020年、レオニス[230]）
- レッドフード（2021年、ベロー）
- YUKI×AOI キメラプロジェクト（2020年 - 2022年、サーズデー[231][232]） - 2シリーズ[一覧 30]
- ヒツジ飼いの兄妹（2024年、ナレーション[233]）
- さいくるびより（2024年、須谷ねむる[234]）

### 吹き替え

#### 担当女優
アリアナ・デボーズ
- ウエスト・サイド・ストーリー（アニータ）
- クレイヴン・ザ・ハンター（カリプソ）
- ハウス・オブ・スポイルズ〜魔女の厨房〜（シェフ）

アンバー・ミッドサンダー
- アイス・ロード（タントゥ）
- プレデター:ザ・プレイ（ナル）
- Mr.ノボカイン（シェリー）

フローレンス・ピュー
- マーベル・シネマティック・ユニバース（エレーナ・ベロワ）
  - ブラック・ウィドウ
  - ホークアイ
  - サンダーボルツ*

- ランニング・ワイルド:過酷なミッション #4（本人）

ポーシャ・ダブルデイ
- キャリー（クリス・ハーゲンセン）
- her/世界でひとつの彼女（イサベラ）
- MR. ROBOT/ミスター・ロボット（アンジェラ・モス）

リンジー・ローハン
- アイリッシュ・ウィッシュ（マディ）
- フォーリング・フォー・クリスマス（シエラ・ベルモント）
- リトル・シークレット・イン・クリスマス（エイヴリー）

#### 映画
- ARGYLLE/アーガイル（ルグランジュ〈デュア・リパ〉）
- アウェイク（少年時代のクレイ〈スティーヴン・ヒンクル〉）
- アラバマ物語（ジェム〈フィリップ・アルフォード〉）※BD版
- アリー/ スター誕生（アリー〈レディー・ガガ〉）
- アワ 〜私は私の道を行く〜（イズルト）
- 一枚のめぐり逢い
- IT/イット “それ”が見えたら、終わり。（ベン・ハンスコム〈ジェレミー・レイ・テイラー〉[244]）
  - IT/イット THE END “それ”が見えたら、終わり。[245]
- ウェディング・フィーバー ゲスな男女のハワイ旅行（タチアナ〈オーブリー・プラザ〉）
- エンド・オブ・ロード（ケリー〈マケイラ・フェイス ・リー〉）
- 怪物はささやく（コナー・オマリー〈ルイス・マクドゥーガル〉）
- かぞくモメはじめました
- 紀元前1万年（少年）※テレビ朝日版
- キック・オーバー（キッド〈ケヴィン・ヘルナンデス〉）
- グッドナイト・マミー（エリアス〈キャメロン・クロヴェッティ〉）
- クラウド アトラス
- クリーブランド監禁事件 少女たちの悲鳴（ミシェル・ナイト〈タリン・マニング〉）
- グリーン・ホーネット（少年時代のブリット〈ジョシュア・エレンバーグ〉）
- グレッグのダメ日記3
- ケミカル・ハーツ（グレイス・タウン〈リリ・ラインハート〉）
- 恋するベーカリー
- コンテイジョン
- ザ・ウェイバック（アンジェラ〈ジャニナ・ガヴァンカー〉）
- ザ・フラッシュ（若者女1[246]）
- ザ・ラスト・マーセナリー（ダリラ〈アサ・シラ〉[247]）
- SUPER8/スーパーエイト（走る女の子）
- ステイ・フレンズ（ケイラ〈エマ・ストーン〉）
- スラムドッグス（キャシー〈ティナシー・カジェセ〉[248]）
- スローターハウス・ルールズ（ウートン〈キット・コナー〉[249]）
- そんなガキなら捨てちゃえば?（レン〈ヴィクトリア・ジャスティス〉）
- ダーク・シャドウ（三つ編みヒッピー[250]）
- ダークナイト ライジング（ジェン〈ジュノー・テンプル〉[251]）
- 立ち退き回避のススメ（アリッサ〈シザ〉[252]）
- チャイルド・マスター
- テッド（子供の頃のジョン〈ブレットン・マンリー〉[253]）
- トゥームレイダー ファースト・ミッション（ソフィー〈ハナ・ジョン＝カーメン〉[254]）
- ドライブアウェイ・ドールズ（ジェイミー〈マーガレット・クアリー〉[255]）
- ドラキュラZERO（インゲラス〈アート・パーキンソン〉）
- ナイブズ・アウト: グラス・オニオン（ペグ〈ジェシカ・ヘンウィック〉[256]）
- ナルニア国物語/第2章: カスピアン王子の角笛
- ネスト（サム・ジェームズ）
- パーシー・ジャクソンとオリンポスの神々/魔の海（クラリサ〈レヴェン・ランビン〉[257]）
- ハーフ・オブ・イット: 面白いのはこれから（エリー・チュー〈リーア・ルイス〉）
- ハウス・オブ・グッチ（パトリツィア・レッジャーニ〈レディー・ガガ〉[258]）
- 遥か群衆を離れて（ファニー・ロビン〈ジュノー・テンプル〉）
- ビバリーヒルズ・コップ: アクセル・フォーリー（ジェーン〈テイラー・ペイジ〉[259]）
- ブラック・クリスマス（クリス〈アリース・シャノン〉）
- ペーパータウン（マーゴ〈カーラ・デルヴィーニュ〉）
- ホーンテッドマンション（ギャビー〈ロザリオ・ドーソン〉[260]）
- ホイットニー・ヒューストン I WANNA DANCE WITH SOMEBODY（ホイットニー・ヒューストン〈ナオミ・アッキー〉）
- ボルト
- ホワイト・ノイズ
- マーベル・シネマティック・ユニバース
  - マイティ・ソー（ダーシー〈カット・デニングス〉）
  - マイティ・ソー/ダーク・ワールド（ダーシー〈カット・デニングス〉）
  - ソー:ラブ&サンダー（ダーシー〈カット・デニングス〉[261]）
- 魔女がいっぱい（ぼく〈ジャジル・ブルーノ〉[262]）
- マッドマックス 怒りのデス・ロード（トースト〈ゾーイ・クラヴィッツ〉）※劇場公開版
- ミッキー17（ナーシャ・バリッジ〈ナオミ・アッキー〉[263]）
- モービウス（少年時代のモービウス〈チャーリー・ショットウェル〉[264]）
- 恵まれた子供たち（レナ〈レア・ファン・アッケン〉）
- もうひとりのゾーイ（ゾーイ・ミラー〈ジョセフィン・ラングフォード〉）
- リアル刑事ごっこ in LA（ジョジー〈ニーナ・ドブレフ〉）
- レイン・オブ・アサシン（綻青〈バービー・スー〉）
- ロードハウス/孤独の街（フランキー〈ジェシカ・ウィリアムズ〉）
- ローマ発、しあわせ行き（サマー〈ロージー・デイ〉）
- ロストガールズ（キム〈ローラ・カーク〉）

#### ドラマ
- I AM 私の分岐点 シーズン2 #2（ダニエル〈レティーシャ・ライト〉[265]）
- ALCATRAZ/アルカトラズ #3（ディラン・キャラハン）
- ARROW/アロー（シャドー〈セリナ・ジェイド〉、マッケナ・ホール〈ジャニナ・ガヴァンカー〉）
- 暗黒と神秘の骨（アリーナ・スターコフ〈ジェシー・メイ・リー〉）
- ER XIV 緊急救命室 #10（エビー〈ディー・ディー・デイビス〉）
- WITHOUT A TRACE/FBI 失踪者を追え! #132（ケリー）
- ウィロー（キット〈ルビー・クルーズ〉[266]）
- EXPO -爆発物処理班-（ラナ・ ワシントン〈ヴィッキー・マクルア〉[267]）
- エクソシスト（キャット・ランス〈ブリアンヌ・ハウイー〉）
- FBI: 特別捜査班 シーズン3（ティファニー・ウォレス）
- オリジナルズ（ヘイリー・マーシャル〈フィービー・トンキン〉）
- ギルモア・ガールズ #102, 129, 134, 137
- glee/グリー（ウェイド）
- ゴシップガール（ジュリアン・キャロウェイ〈ジョーダン・アレクサンダー〉[268]）
- GOTHAM/ゴッサム（ブルース・ウェイン〈ダヴィード・マズーズ〉）
- ストレンジャー・シングス（不良）
- コバート・アフェア CIA諜報員アニー
- しあわせの処方箋（カミール・ホーソン〈ハンナ・ホドソン〉）
- シェムレス2 俺たちに恥はない
- ゾーイの超イケてるプレイリスト（モー〈アレックス・ニューウェル〉[269]）
- 続ハリーズ・ロー 裏通り法律事務所
- ナース・ジャッキー3 #8
- PERSON of INTEREST 犯罪予知ユニット シーズン2 #7（マデレイン・“マディ”・エンライト医師）
- HAWAII FIVE-0 シーズン2 #6
- プライベート・プラクティス
  - シーズン3（セス）
  - シーズン5（メラニー）
- PAN AM/パンナム（チャーリー）
- BONES シーズン8 #14
- ホワイトカラー
  - シーズン1 #10
  - シーズン4 #1
- MAD MEN シーズン4（ボビー・ドレイパー）
- メンタリスト
  - シーズン2 #10, 22
  - シーズン5 #9（ジュリアナ）
- ユーリカ シーズン4（ビッチャリー博士）
- LOVE ラブ（ミッキー・ドブス〈ギリアン・ジェイコブス〉）
- リンカーン 殺人鬼ボーン・コレクターを追え!（アメリア・サックス〈アリエル・ケベル〉[270]）
- 私に嘘をついてみて（ユ・ソラン〈ホン・スヒョン〉）
- ワンダヴィジョン（ダーシー・ルイス〈カット・デニングス〉）

#### アニメ
- スター・ウォーズ レジスタンス（タム・リヴォーラ[271]）
- スパイダーマン:アクロス・ザ・スパイダーバース（ジェシカ・ドリュー / スパイダーウーマン[272]）
- トランスフォーマー/ONE（クロミア[273]）
- ねこのガーフィールド（オリヴィア[274]）
- 百妖譜（少年〈9歳〉）
- ホワット・イフ...?（ダーシー）
- ラウド・ハウス（ルナ・ラウド、リサ・ラウド[275]）
- 私ときどきレッサーパンダ（プリヤ[276]）

### ナレーション
- ケロケロエース（テレビCM）
- ネクスト（番版用プロモーション）
- ドームシネマ「ワイナリーには不思議がいっぱい！ 世界に羽ばたけ 山梨ワイン」（2021年 - 2022年[277][278]）
- 恋唄う蝶は四つ花に舞う（テレビCM[279]）
- ワイルド ネイチャー：ロード to アースデイ（2022年、ナショナルジオグラフィック[280]）
- 異世界ウォーキング（テレビCM[281]）

### ラジオ
※はインターネット配信。
- 藤田咲・田村睦心のなんやかんや（2009年 - 2010年、ラジオ関西・超!A&G+※・BBQR※）
- 電撃のピロト〜ラジオの絆〜（2009年 - 2010年、音泉※）
- ラジオどっとあい 田村睦心のブエノス!でィあす（2010年、BBQR※・超!A&G+※）
- VOICE CREW（2010年 - 2011年、FM NACK5系）
- アニメ『生徒会役員共』が全部わかるラジオ、略して全ラ!（2010年、アニメイトTV※）
- ごぶごぶちゃん☆（2010年 - 2015年、超!A&G+※）
- 恋するチコ☆ニーニャ（2011年 - 2013年、アニメイトTV※）
- キルミーベイベー 殺し屋ラジオ（2011年 - 2012年、HiBiKi Radio Station※）
- アニメ『生徒会役員共』が全部わかるラジオMaxPower、略して全ラ!まっぱ!!（2012年、アニメイトTV※）
- ラジオ ムンムンガンド（2012年 - 2013年、HiBiKi Radio Station※）
- アニメ『生徒会役員共*』が全部わかるラジオ Super Positive Nippon 略して全ラ！すっぽんぽん!!（2014年、アニメイトTV※）
- 最弱無敗の無線通信《ウェブラジオ》（2016年、音泉※）
- 田村睦心×瀬戸麻沙美の獅子奮迅!体育会系ラジオ![282]（2016年 - 2017年、ニコニコチャンネル※・超!A&G+※）[283]
- 劇場版『生徒会役員共』が全部わかるラジオ Movie promotion danger sign略して全ラ!もろだし!!（2017年、アニメイトタイムズ※）

### ラジオCD
- ごぶごぶちゃん☆スピンオフCD 絶対王政シーズン1 - 7
- ごぶごぶちゃん☆スピンオフオフCD 絶対オフシーズン8
- ごぶごぶちゃん☆ウルトラスーパーベスト1 - 8
- 恋するチコ☆ニーニャ ラジオCDレディアップ!

### CM・PV
- カガクチョップ（2015年、長倉蓮[284]）
- サンデーCM劇場「MAJOR 2nd」（2015年、茂野大吾）
- ヘルモード 〜やり込み好きのゲーマーは廃設定の異世界で無双する〜 CM（2020年、アレン[285]）
- たっちゃん、どっちとる？ 1巻発売記念PV（2023年、立花、双葉[286]）
- 『魔神創造伝ワタル』プラモデルシリーズ（2025年、星部ワタル）

### パチスロ
- ロックマン アビリティ 史上最大の試練（2018年、ロックマン）

### その他コンテンツ
- 永野椎菜 (TWO-MIX) のソロプロジェクト「ShiinaTactix」 - ボーカル参加。｢GET BACK!!｣｢HAPPY EVER AFTER｣の2曲。
- マルスの赤いスカーフ - 4D王コンテンツ。
- Clock over ORQUESTA（2021年 - 、朱鷺燈一夜（少年）[287]）
- YUKI×AOI キメラプロジェクト（2020年、Thursday[288]）
- ボイレピ♪ 朝ごはん 田村睦心さんの声で作る「ベーコンパンケーキ」（2022年、ナビゲーター[289]）
- JAMROCK（2023年 - 、モン＆エル[290]）
- おはスタ（2023年8月28日、2024年4月29日、ジャーニーの声[291][292]）
- 短編オムニバス映画 GEMNIBUS vol.1『ファーストライン』（2024年[293]）

## ディスコグラフィ

### キャラクターソング
| 発売日   | 商品名                                                                         | 歌                                                                                   | 楽曲                                                                       | 備考                                                                              |
| 2012年   | 2012年                                                                         | 2012年                                                                               | 2012年                                                                     | 2012年                                                                            |
| -------- | ------------------------------------------------------------------------------ | ------------------------------------------------------------------------------------ | -------------------------------------------------------------------------- | --------------------------------------------------------------------------------- |
| 1月18日  | キルミーのベイベー！/ふたりのきもちのほんとのひみつ                            | やすなとソーニャ                                                                     | 「キルミーのベイベー！」                                                   | テレビアニメ『キルミーベイベー』オープニングテーマ                                |
| 1月18日  | キルミーのベイベー！/ふたりのきもちのほんとのひみつ                            | やすなとソーニャ                                                                     | 「ふたりのきもちのほんとのひみつ」                                         | テレビアニメ『キルミーベイベー』エンディングテーマ                                |
| 2014年   |                                                                                |                                                                                      |                                                                            |                                                                                   |
| 2月19日  | ノブナガン オリジナル・サウンドトラック                                        | 小椋しお（武藤志織）、ジェロニモ（斎藤千和）、スーホ（田村睦心）、ガウディ（村瀬歩） | 「ちいさな星 ver.β」                                                       | テレビアニメ『ノブナガン』エンディングテーマ                                      |
| 2016年   |                                                                                |                                                                                      |                                                                            |                                                                                   |
| 4月27日  | STAR☆T                                                                         | Sirius                                                                               | 「Believe in Stars」                                                       | ゲーム『バトルガール ハイスクール』関連曲                                         |
| 8月24日  | 私立茶熊学園ベストアルバム                                                     | ミレイユ（谷口夢奈）、ヨシュア（田村睦心）                                           | 「ふたりの未来を」                                                         | ゲーム『白猫プロジェクト』関連曲                                                  |
| 8月24日  | 最弱無敗の神装機竜 Blu-ray&DVD 初回生産特典キャラクターソングCD VI             | ルクス・アーカディア（田村睦心）                                                     | 「Against “Profile”」                                                      | テレビアニメ『最弱無敗の神装機竜』関連曲                                          |
| 12月21日 | キミはワタシの…♡/Growing×Heart                                                 | /MUTE                                                                                | 「Growing×Heart」                                                          | ゲーム『バトルガール ハイスクール』関連曲                                         |
| 2017年   |                                                                                |                                                                                      |                                                                            |                                                                                   |
| 3月29日  | デジモンアドベンチャー tri.キャラクターソング「選ばれし子どもたち編」          | 泉光子郎（田村睦心）                                                                 | 「記憶のカケラ-Koshiro Side-」                                             | OVA『デジモンアドベンチャー tri.』関連曲                                          |
| 5月17日  | ガールフレンド（仮） キャラクターソングシリーズ Vol.05                         | すいすいキャット                                                                     | 「青春短水路」                                                             | ゲーム『ガールフレンド（仮）』関連曲                                              |
| 7月26日  | ホシノキズナ                                                                   | 神樹ヶ峰女学園星守クラス                                                             | 「ホシノキズナ」                                                           | テレビアニメ『バトルガール ハイスクール』オープニングテーマ                       |
| 12月20日 | バトルガールハイスクール BD・DVD第2巻特典CD                                    | 楠明日葉（田村睦心）                                                                 | 「ホシノキズナ」 「Believe in Stars」 「Growing×Heart」 「空色メモリーズ」 | テレビアニメ『バトルガールハイスクール』関連曲                                    |
| 2018年   |                                                                                |                                                                                      |                                                                            |                                                                                   |
| 5月2日   | Butter-Fly〜tri.Version〜                                                      | 選ばれし子どもたち、デジモンシンカーズ、宮﨑歩、AiM with 和田光司                    | 「Butter-Fly〜tri.Version〜」                                              | OVA『デジモンアドベンチャー tri.』エンディングテーマ                              |
| 8月12日  | アイショタ                                                                     | étailes                                                                              | 「ぼくらの愛SHOW TIME」 「ちゃんと咲うから見ていて」                       | ドラマCD『アイショタ』劇中歌                                                      |
| 2020年   |                                                                                |                                                                                      |                                                                            |                                                                                   |
| 2月26日  | ソードアート・オンライン アリシゼーション War of Underworld BD・DVD第3巻特典CD | レンリ（田村睦心）、フィゼル（小原好美）、リネル（木野日菜）                         | 「Evolving the heart」                                                     | テレビアニメ『ソードアート・オンライン アリシゼーション War of Underworld』関連曲 |
| 2021年   |                                                                                |                                                                                      |                                                                            |                                                                                   |
| 2月      | AIカードダス／アニメ『ゼノンザード＜ZENONZARD＞』 ベストアルバム「ELEMENTS」   | ラヴィル・デヴィラ/レヴィル・デヴィラ（田村睦心）                                    | 「Double」                                                                 | ゲーム『ゼノンザード』挿入歌                                                      |
| 8月25日  | Clock over ORQUESTA First season BATTLE Vol.01 朱鷺燈一夜                      | 朱鷺燈一夜（山下大輝、田村睦心）                                                     | 「Start」                                                                  | 『Clock over ORQUESTA』関連曲                                                     |
| 8月25日  | Clock over ORQUESTA First season BATTLE Vol.01 朱鷺燈一夜                      | 朱鷺燈一夜（田村睦心）                                                               | 「ただ一つ、夜を越えて（Never↓and ver.）」                                 | 『Clock over ORQUESTA』関連曲                                                     |
| 9月22日  | L・O・V・E                                                                     | 小林さん（田村睦心）、トール（桑原由気）、イルル（嶺内ともみ）                       | 「GIVE ME LOVE」                                                           | テレビアニメ『小林さんちのメイドラゴンS』関連曲                                   |
| 2022年   |                                                                                |                                                                                      |                                                                            |                                                                                   |
| 12月21日 | 「吸血鬼すぐ死ぬ」キャラクターソング入りサウンドトラック①                      | ジョン（田村睦心）                                                                   | 「ジョン・○・グッド・デイ！」                                              | テレビアニメ『吸血鬼すぐ死ぬ』関連曲                                              |

### その他参加作品
| 発売日        | 商品名                         | 歌              | 楽曲                                                               | 備考                               |
| ------------- | ------------------------------ | --------------- | ------------------------------------------------------------------ | ---------------------------------- |
| 2013年12月7日 | 6COLORS〜SEASIDE LIVE FES 2013 | ごぶごぶちゃん☆ | 「Xizuna Dance」 「Rainy Date」 「輝くこの世界」 「Twinkle☆Party」 | Webラジオ『ごぶごぶちゃん☆』関連曲 |

### シリーズ一覧
1. ↑  第1期（2008年）、第2期『夜桜四重奏 〜ハナノウタ〜』（2013年）
2. ↑  第1期（2010年）、第2期『生徒会役員共*』（2014年）
3. ↑  第1期（2010年）、第2期『増量中！』（2011年）
4. ↑  第1期（2011年）、第2期『II』（2012年）
5. ↑  第1期（2012年）、第2期『PERFECT ORDER』（2012年）
6. ↑  第1期（2015年）、第4期『IV』（2022年）
7. ↑  1st SEASON（2015年）、2nd SEASON（2016年）
8. ↑  第1期（2015年 - 2016年）、第2期（2016年 - 2017年）
9. ↑  第1期（2015年）、第3期後半『餐ノ皿 遠月列車篇』（2018年）
10. ↑  第1期（2015年）、第2期『II』（2019年）、第3期『III』（2020年）、第5期『V 豊穣の女神篇』（2024年 - 2025年）
11. ↑  第1期（2017年）、第2期『S』（2021年）[43]
12. ↑  SEASON1（2017年 - 2018年）、SEASON2（2023年）
13. ↑  シーズン1（2018年 - 2019年）、シーズン2『ジュニアユース編』（2023年 - 2024年）[54]
14. ↑  第1期（2019年）、第4期『SCIENCE FUTURE』第1クール（2025年）
15. ↑  第1期（2019年）、第2期『弐ノ章』（2020年）
16. ↑  第1期（2019年）、第2期（2020年）、第3期（2022年）[64]
17. ↑  第1クール（2019年）、第2クール（2020年）
18. ↑  第1期（2020年）、第2期『X』（2021年）[69]
19. ↑  第1期（2020年 - 2021年）、第2期『みっくす！』（2021年 - 2022年）[71]
20. ↑  第1期（2021年）、第2期『2』（2023年）[75]
21. ↑  シーズン1（2021年）、シーズン2（2023年）
22. ↑  第1クール（2022年）、第2クール（2022年）、第3クール（2023年）
23. ↑  season1（2023年）、season2（2024年）
24. ↑  第1クール（2023年）、第2クール（2023年）
25. ↑  1st Season（2023年）、2nd Season（2024年）
26. ↑  第1クール（2023年）、第2クール（2024年）
27. ↑  第1期（2023年）、第2期『東京奪還編』（2024年）
28. ↑  第1作（2017年7月21日）、第2作『2』（2021年1月1日）
29. ↑  『アズールレーン』（2018年）、『クロスウェーブ』（2019年）
30. ↑  『キメリオ学習帳』（2020年）、『キメラプロジェクト：ゼロ』（2022年）

### 初出話一覧
1. ↑  第4期第1クール 第7話初出
2. ↑  第92話初出
3. 1 2  第2話初出
4. ↑  第32話初出
5. ↑  第91話初出
6. ↑  第97話初出
7. 1 2  第3話初出
8. ↑  第1095話初出
9. ↑  第12話初出
10. ↑  第23話初出
11. 1 2 3 4 5 6 7 8  第1話初出
12. 1 2  第4話初出
13. ↑  第11話初出
14. ↑  第36話初出
15. ↑  第19話初出
16. ↑  第25話初出
17. ↑  第10話初出
18. ↑  第13話初出
19. ↑  第39話初出
20. ↑  第8話初出
21. ↑  第14話初出
22. ↑  第7話初出

### ユニットメンバー
1. ↑  赤﨑千夏、田村睦心
2. ↑  楠明日葉（田村睦心）、若葉昴（佐倉綾音）、成海遥香（雨宮天）、火向井ゆり（上坂すみれ）、朝比奈心美（原田ひとみ）
3. ↑  芹沢蓮華（南條愛乃）、楠明日葉（田村睦心）、粒咲あんこ（内山夕実）
4. ↑  鈴河凜乃（加藤英美里）、君嶋里琉（田村睦心）
5. ↑  星月みき（洲崎綾）、若葉昴（佐倉綾音）、成海遥香（雨宮天）、天野望（東山奈央）、火向井ゆり（上坂すみれ）、常磐くるみ（早見沙織）、煌上花音（本渡楓）、国枝詩穂（下地紫野）、粒咲あんこ（内山夕実）、芹沢蓮華（南條愛乃）、楠明日葉（田村睦心）、藤宮桜（久野美咲）、南ひなた（五十嵐裕美）、サドネ（悠木碧）、千導院楓（木戸衣吹）、綿木ミシェル（加藤英美里）、朝比奈心美（原田ひとみ）、蓮見うらら（内田真礼）、ミサキ（高橋李依）
6. ↑  八神太一（花江夏樹）、武之内空（三森すずこ）、石田ヤマト（細谷佳正）、泉光子郎（田村睦心）、太刀川ミミ（吉田仁美）、高石タケル（榎木淳弥）、城戸丈（池田純矢）、八神ヒカリ（M・A・O）、望月芽心（荒川美穂）
7. ↑  アグモン（坂本千夏）、ピヨモン（重松花鳥）、ガブモン（山口眞弓）、テントモン（櫻井孝宏）、パルモン（山田きのこ）、パタモン（松本美和）、ゴマモン（竹内順子）、テイルモン（徳光由禾）、メイクーモン（森下由樹子）
8. ↑  桜良刹那（田村睦心）、小泉日向（小林由美子）、空華誠十郎（斎賀みつき）、瀬戸ミハイル（森なな子）、後藤頼音（白石涼子）
9. ↑  中村繪里子、田村睦心